# Khasia (insecto)
Khasia  es un género de insecto coleóptero de la familia Chrysomelidae.

## Especies
- Khasia ahmadshahi Mohamedsaid, 2010
- Khasia itorum Kimoto, 1984
- Khasia kraatzi Jacoby, 1899[2]
- Khasia nigra Bryant, 1925
- Khasia nitida Bryant, 1957
- Khasia paradoxa Laboissiere, 1932
- Khasia rugosa Bryant, 1957